# 平台貝塚
座標: 北緯35度25分22.7秒 東経139度39分07.0秒 / 北緯35.422972度 東経139.651944度
平台貝塚（ひらだいかいづか）は、神奈川県横浜市中区本牧緑ヶ丘37付近に所在する縄文時代前期の貝塚。間門平台貝塚（まかどひらだいかいづか）、または間門貝塚、真門貝塚とも。

## 概要
横浜市中心街の南、山手・本牧地区に広がる標高50メートル前後の台地上の、神奈川県立横浜緑ケ丘高等学校南側付近に所在する。
考古学者の酒詰仲男により1938年（昭和13年）に報告され、古くから存在が知られていたが、1966年（昭和41年）の緑ヶ丘高校卒業生による発掘調査 以降、神奈川県埋蔵文化財センター や横浜市ふるさと歴史財団埋蔵文化財センター による複数回の調査が行われ、斜面地に広がる貝層のほか、縄文土器（諸磯式土器）、石器、動物骨（魚類・哺乳類）・貝製品（貝刃・貝輪）などが出土した。